# 特卡馬 (內布拉斯加州)
特卡馬（英語：Tekamah）是一個位於美國內布拉斯加州伯特縣的城市。根據2010年美國人口普查，該地共人口1736人，而該地的面積約為4.18平方千米。同時該地也是伯特縣的縣治。

## 地理
特卡馬的座標為41°46′41″N 96°13′51″W / 41.77806°N 96.23083°W，而該地的平均海拔高度為320米（即1050英尺）。